# Parladé

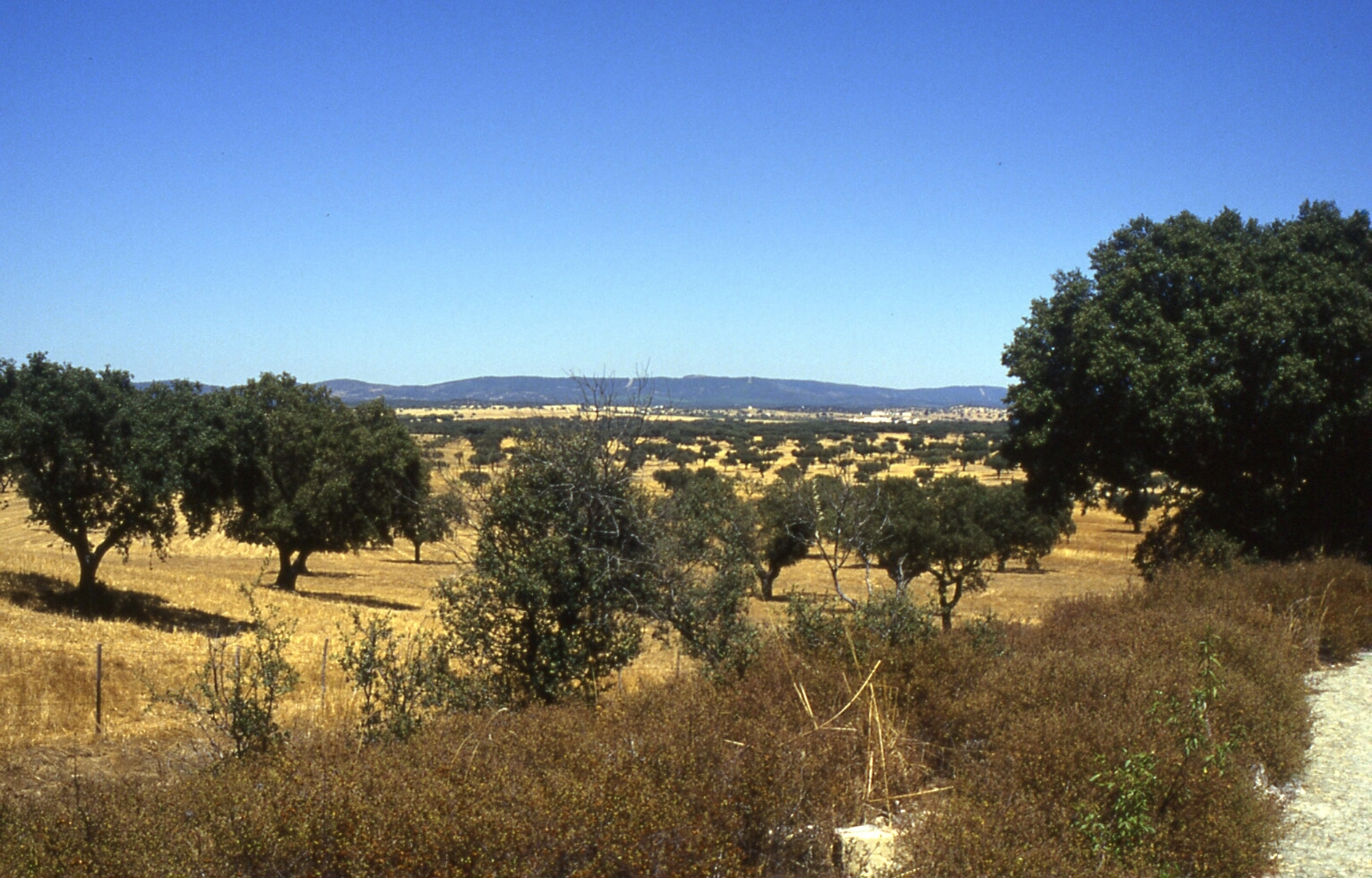
l'Alentejo au Portugal où se situe la ganaderia Parladé

Parladé est un des plus anciens  et des plus prestigieux élevages portugais de toros de lidia des XXe siècle et du début du XXIe siècle.  C'est une ganadería, mais c'est aussi un encaste depuis 1904 issue de l'encaste Vistahermosa, et qui a donné naissance à d'autres encastes et d'autres ganaderías  portant le nom de Parladé dans un nom composé, notamment Parladé-Gamero-Civico, Parladé-Tamarón-Corte (Conde de la).
Depuis 1998, sous l'appellation Toros de Parladé, propriété de Luis Diz Ortiz, la ganaderia Parladé poursuit sa carrière dans les arènes. L'ancienneté de Parladé est reprise par Toros de Parladé (1913).

## Présentation
D'origine Luis Gamero Civico et Juan Pedro Domecq, sa devise est jaune, la propriété est située  dans l'Alentejo, au domaine La Góa, au Portugal. Son ancienneté à Madrid  est du 23 mai 1913.

## Historique de Parladé
Acheté en 1884 à Dolores Monge, veuve de Murube, par Eduardo Ibarra, une partie de l'élevage est revendu vingt ans plus tard au comte Santa Coloma, l'autre partie à Fernando Parladé qui divise à son tour le cheptel pour en vendre une partie à Luis Gamero-Civico en 1914.  À la mort de Gamero-Civico, le cheptel, divisé entre ses quatre enfants, est revendu en 1925. Il change de propriétaire en 1934, une partie devenant la propriété de Domingo Ortega. Racheté en 1984 par Domingo Hernández, et considérablement réduit, il devient la propriété  de la Sociedade agropecuaria do Río qui ajoute un lot de Juan Pedro Domecq au cheptel, mais reste inscrit sous le nom de Parladé ou Toros de Parladé sur la fiche de l'Unión de Criadores de Toros de Lidia (UCTL).
Beaucoup d'étalons de cet élevage sont allés renforcer d'autres élevages. D'autres ont livré combat dans les arènes après avoir été étalons. Parmi les plus importants, on trouve : Alpargatero n° 29, base de l'élevage Tamarón, né en 1911 et combattu à Madrid par Parada, Capirote n° 11, combattu à Madrid le 13 juillet 1939 par Félix Almagro  qui mourut après avoir été blessé au cou, Redoble n° 26, né en 1995, combattu à Murcie le 11 septembre 1999 par Pepín Liria (deux oreilles et la queue), Sansonete n° 20, né en 1996, combattu à Vista Alegre par « Joselito » le 21 mai 2000 (une oreille), Tunante n° 56, né en 1998, combattu par Juan Bautista et gracié par le torero.

## Toros de Parladé
Propriété de Luis Diz Ortiz depuis 1998, l'élevage poursuit le parcours de la ganaderia Parladé sous un nom légèrement différent : Toros de Parladé. Ces taureaux redoutables ont permis le triomphe maximum à Espartaco (deux oreilles et la queue) et  El Juli  en 2001. Mais ils ont causé en 2002 un nombre de blessures impressionnantes notamment à Enrique Ponce et à Ortega Cano à Séville, et cette même année à José Tomás à Grenade. « Très mobiles, dotés de charges parfois difficiles à contenir, les taureaux Parladé défendent un encaste prestigieux dont l'élevage a conservé le nom »